# کوال هیل (آرکانزاس)
کوال هیل (آرکانزاس) (به انگلیسی: Coal Hill, Arkansas) یک شهر در ایالات متحده آمریکا با جمعیت ۱٬۰۰۱ نفر است که در آرکانزاس واقع شده‌است.
.